# Rafał Blechacz

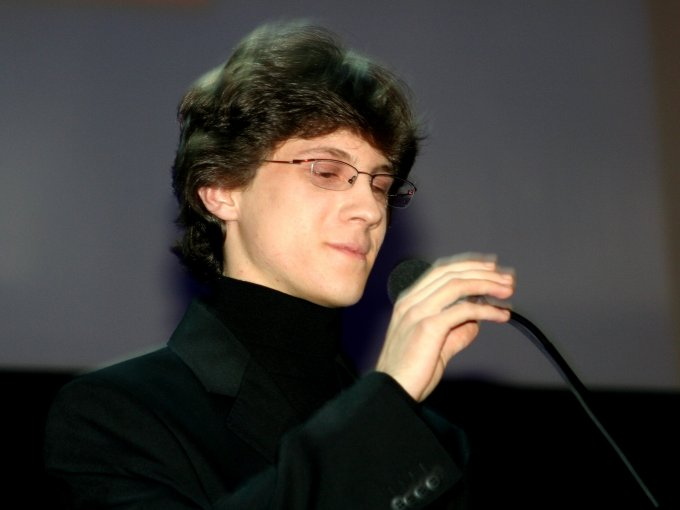
Rafał Blechacz podczas uroczystości wręczenia Paszportu „Polityki” (2005)

Rafał Blechacz (ur. 30 czerwca 1985 w Nakle nad Notecią) – polski pianista, zwycięzca XV Międzynarodowego Konkursu Pianistycznego im. Fryderyka Chopina (2005).

## Życiorys

### Wykształcenie
Już jako 9-latek fascynował swoją grą na fortepianie pedagogów szkoły podstawowej. Jest absolwentem I Liceum Ogólnokształcącego im. Bolesława Krzywoustego w Nakle nad Notecią. Ukończył Państwowy Zespół Szkół Muzycznych im. Artura Rubinsteina w Bydgoszczy (w klasie fortepianu Jacka Polańskiego i Joanny Brzezińskiej), a następnie Akademię Muzyczną im. Feliksa Nowowiejskiego w Bydgoszczy w klasie fortepianu Katarzyny Popowej-Zydroń.
Od połowy lat 90 XX w. dawał pierwsze indywidualne koncerty i recitale, m.in. w Studiu Koncertowym Polskiego Radia z orkiestrą symfoniczną pod dyrekcją Andrzeja Straszyńskiego (1995), w Filharmonii Narodowej (1997), w Sopocie (1998), Toruniu (1998).
W 2002 został stypendystą Krajowego Funduszu na rzecz Dzieci.
Napisał pracę doktorską o filozofii w muzyce. Od 2020 wykłada w Akademii Muzycznej w Bydgoszczy.

### Kalendarium sukcesów pianistycznych
- 1995 – I wyróżnienie w Konkursie Pianistycznym w Warszawie
- 1996 – I nagroda i Grand Prix – Rydwan Apollina w Konkursie Pianistycznym im. J.S.Bacha w Gorzowie Wielkopolskim
- 1997 – I nagroda i wyróżnienie za wykonanie utworów Fryderyka Chopina na Ogólnopolskim Turnieju Pianistycznym w Żaganiu
- 1998 – II nagroda w konkursie kompozytorskim im. Konrada Pałubickiego w Bydgoszczy
- 1999 – II nagroda w Ogólnopolskim Konkursie Chopinowskim dla Dzieci i Młodzieży
- 1999 – Nagroda Specjalna Orkiestry Filharmonii Dolnośląskiej w Jeleniej Górze
- 2002 – II Nagroda w Międzynarodowym Konkursie Młodych Pianistów „Artur Rubinstein in Memoriam” w Bydgoszczy
- 2002 – Tytuł Laureata Estrady Młodych XXXVI Festiwalu Pianistyki Polskiej w Słupsku
- 2003 – II Nagroda na V Międzynarodowym Konkursie Pianistycznym w Hamamatsu w Japonii
- 2004 – I Nagroda na Międzynarodowym Konkursie Pianistycznym w Maroku
- 21 października 2005 został zwycięzcą XV Konkursu Chopinowskiego. Pianiście przyznano też inne nagrody, m.in. za najlepsze wykonanie mazurków, poloneza, koncertu[5] i sonaty[6].

### Międzynarodowa kariera
15 września 2005 r. ukazała się pierwsza płyta Rafała Blechacza – Piano Recital. W 2006 roku pianista podpisał 5-letni kontrakt z niemiecką wytwórnią płytową Deutsche Grammophon.
Pierwszy album Rafała Blechacza wydany przez Deutsche Grammophon miał swoją premierę w październiku 2007 roku. Płyta zawierała wszystkie preludia oraz dwa nokturny z op. 62 Fryderyka Chopina i zebrała bardzo przychylne recenzje prasy światowej. W 2008 roku Rafał Blechacz nagrał sonaty – Haydna, Beethovena i Mozarta, a w 2009 powstał album zawierający koncerty fortepianowe Fryderyka Chopina.
27 lutego 2010 Blechacz dał koncert w John F. Kennedy Center for the Performing Arts w Waszyngtonie, zbierając niezwykle pochlebne opinie krytyków muzycznych, m.in. w „The Washington Post”.
W 2012 roku ukazała się piąta płyta Blechacza, na której znalazły się utwory Szymanowskiego i Debussy’ego.
Szósta płyta Blechacza miała premierę 10 września 2013 roku, a znalazło się na niej 7 polonezów Chopina.
10 lutego 2017 roku do sprzedaży trafił kolejny, siódmy już album pianisty poświęcony twórczości Jana Sebastiana Bacha. Muzyk opowiadając o powstawaniu albumu przyznał, że starał się w swojej interpretacji nawiązać do technik organowych.
Na początku 2019 wspólnie ze skrzypaczką Bomsori Kim, laureatką II nagrody w konkursie im. Henryka Wieniawskiego (2016), wydał płytę z muzyką kameralną, zawierającą kompozycje Faurégo, Debussy'ego, Szymanowskiego i Chopina. 
3 marca 2023 ukazała się płyta „Chopin”, na której Blechacz wrócił do solowych utworów fortepianowych Fryderyka Chopina, m.in. drugiej i trzeciej Sonaty.

## Dyskografia
| 2005                           | Piano Recital (Schumann, Liszt, Debussy, Szymanowski, Chopin) - Data: 15 września 2005 - Wydawca: Accord, Universal Music     | 28 | –   | –   | - ZPAV: złota płyta        |
| 2007                           | Chopin – The Complete Preludes - Data: 28 września 2007 - Wydawca: Deutsche Grammophon, Universal Music                       | 2  | 194 | 245 | - ZPAV: 4× platynowa płyta |
| 2008                           | Sonaty: Haydn, Beethoven, Mozart - Data: 3 października 2008 - Wydawca: Deutsche Grammophon, Universal Music                  | 12 | –   | –   | - ZPAV: platynowa płyta    |
| 2009                           | Chopin – Koncerty fortepianowe / The Piano Concertos - Data: 18 września 2009 - Wydawca: Deutsche Grammophon, Universal Music | 2  | 116 | –   | - ZPAV: 3× platynowa płyta |
| 2010                           | Chopin – Preludia - Data: 10 lutego 2010 - Wydawca: Agora                                                                     |    |     |     | - ZPAV: platynowa płyta    |
| 2012                           | Debussy – Szymanowski - Data: 3 lutego 2012 - Wydawca: Deutsche Grammophon, Universal Music                                   | 13 | –   | –   | - ZPAV: złota płyta        |
| 2013                           | Chopin: Polonezy - Data: 10 września 2013 - Wydawca: Deutsche Grammophon, Universal Music                                     | 8  | –   | –   | - ZPAV: złota płyta        |
| 2017                           | Jan Sebastian Bach - Data: 10 lutego 2017 - Wydawca: Deutsche Grammophon, Universal Music                                     | 36 | –   | –   |                            |
| „—” pozycja nie była notowana. | |    |     |     |                            |

## Nagrody i wyróżnienia
Wkrótce po sukcesie na Konkursie Chopinowskim Rafał Blechacz otrzymał wiele nagród i wyróżnień:
- Tytuł Honorowego Obywatela Nakła nad Notecią przyznany przez Radę Miejską w Nakle nad Notecią
- Odznaka Honorowa za zasługi dla Województwa Kujawsko-Pomorskiego
- Medal Wojewody Województwa Kujawsko-Pomorskiego
- Nagroda Zarządu Województwa Kujawsko-Pomorskiego za wybitne osiągnięcia artystyczne, wkład w rozwój kultury narodowej i promocję regionu
- „Paszport „Polityki”” w dziedzinie muzyka poważna przyznany przez redakcję czasopisma Polityka
- „Krzesło roku 2005” – przyznane przez gazetę Warsaw Voice
- Medal Młodego Pozytywisty[26]
- „Złota Piątka” – przyznana przez dziennik Rzeczpospolita
- „As EMPiKu” w kategorii „Wydarzenie roku 2005"
- „Artysta roku” – tytuł przyznany przez Gazetę Wyborczą
- Tytuł Laureata Nagrody TVP Polonia „Za sławienie Polski i Polskości"
- Tytuł Laureata Nagrody TVP Kultura w kategorii „Wydarzenie roku 2005"

8 stycznia 2014 został laureatem prestiżowej nagrody Gilmore Artist Award.

## Odznaczenia
- Krzyż Kawalerski Orderu Odrodzenia Polski – 24 lutego 2015[28]
- Srebrny Medal „Zasłużony Kulturze Gloria Artis” – 22 czerwca 2011[29]
- Odznaka Honorowa za Zasługi dla Województwa Kujawsko-Pomorskiego (2005)[30]